# Velika nagrada Brazilije
Velika nagrada Brazilije (portugalsko Grande Prêmio do Brasil) je nekdanja dirka svetovnega prvenstva Formule 1, ki je redno potekala med sezonama 1973 in 2019.
Prva dirka Formule 1 s tem imenom je bila sicer prvič prirejena v sezoni 1972 kot neprvenstvena dirka na dirkališču Interlagos v São Paulu, kjer je nato redno potekala med letoma 1973 in 1977 kot dirka, ki je štela za svetovno prvenstvo. V sezoni 1978 se je prvič odvijala na dirkališču Jacarepaguá v Riu de Janeiru, ki jo je po vrnitvi v Interlagos v sezonah 1979 in 1980 redno gostilo med letoma 1981 in 1989. Med sezonama 1990 in 2019 je redno potekala na preurejenem dirkališču v Interlagosu.
V sezoni 2020 je bila Velika nagrada Brazilije odpovedana zaradi pandemije koronavirusa. Takrat je bila načrtovana gradnja novega dirkališča v Riu de Janeiru ter je Velika nagrada Brazilije imela zadnjič potekati v Interlagosu. Nazadnje je bila gradnja novega dirkališča zaradi pritožb okoljevarstvenikov odložena, nakar je dirkališče v Interlagosu od sezone 2021 nadaljevalo gostiti dirko svetovnega prvenstva Formule 1, vendar je bila tista preimenovana v Veliko nagrado São Paula.
Prvotno je bila Velika nagrada Brazilije prirejana v začetku sezone. V sezoni 2004 je bila prestavljena na konec sezone ter je v tem terminu potekala vse do zadnje prireditve v sezoni 2019. Občasno se je odvijala celo kot zadnja dirka na sporedu. V sezonah 2007, 2008, 2009 in 2012 je vselej odločala o naslovu dirkaškega prvaka, pri čemer so bile posebej napete odločitve v sezonah 2007, 2008 in 2012.

## Zgodovina

### Prvo desetletje
Velika nagrada Brazilije je prvič potekala 30. marca 1972 na dirkališču Interlagos v São Paulu, vendar v tem letu ni štela za svetovno prvenstvo, saj so bile v sedemdesetih letih 20. stoletja na dirkališčih zunaj Evrope pogosto prirejane neprvenstvene dirke z dirkalniki Formule 1, ki so imele pokazati, ali neko dirkališče zmore gostiti dirko, ki bo štela za svetovno prvenstvo. Zmago je takrat dosegel Argentinec Carlos Reutemann iz moštva Brabham.
Med letoma 1973 in 1977 je dirka za Veliko nagrado Brazilije v Interlagosu prvič štela za svetovno prvenstvo. Na prvih treh dirkah sta zmagala dva dirkača iz São Paula. V letih 1973 in 1974 je slavil Emerson Fittipaldi, medtem ko je José Carlos Pace na dirki leta 1975 dosegel svojo sploh edino zmago v Formuli 1. Leta 1976 je zmagal avstrijski dirkač Niki Lauda, ki je s tem postal prvi Evropejec z zmago na Veliki nagradi Brazilije, medtem ko je v naslednjem letu 1977 svojo prvo zmago na Veliki nagradi Brazilije, ki je štela za svetovno prvenstvo, dosegel Reutemann, takrat pri Ferrariju.
V sezoni 1978 se je Velika nagrada Brazilije prvič odvijala na novem dirkališču Jacarepaguá v Riu de Janeiru, saj so se dirkači pritoževali nad neravnim asfaltom na progi v Interlagosu. Na prvi dirki v Riu de Janeiru je svojo drugo zaporedno zmago na Veliki nagradi Brazilije dosegel Reutemann.
Dirkališče v Interlagosu so nekoliko posodobili ter je dirka za Veliko nagrado Brazilije v sezonah 1979 in 1980 zopet potekala na njem. Prvotni načrt je bil, da bi se dirkališči vsakega leta izmenjevali kot gostitelj dirke za Veliko nagrado Brazilije, a so se zaradi položaja na nekdanjem močvirju deli proge v Riu de Janeiru pogreznili ter je bila dirka leta 1980 prirejena v Interlagosu, kljub temu, da so bili dirkači še naprej nezadovoljni z neravnim asfaltom. Pomanjkljiva je bila tudi varnostna oprema ob progi, ki je bila v tem času dolga 7,873 kilometra, medtem ko se je okoliška soseska naglo širila in bila na videz neurejena, kar ni bilo primerno glede na vse bolj glamurozno podobo Formule 1. Zaradi teh problemov je bila Velika nagrada Brazilije v naslednji sezoni 1981 trajno preseljena na dirkališče v Riu de Janeiru.

### Preselitev iz São Paula v Rio de Janeiro
Brazilski navijači so si od leta 1980 prizadevali za Veliko nagrado Brazilije v Riu de Janeiru, saj je Emerson Fittipaldi končal svojo kariero v Formuli 1, hkrati pa je bil nov zvezdnik Nelson Piquet iz Ria de Janeira. Na dirki leta 1981 je Carlos Reutemann, takrat pri Williamsu, dosegel svojo, vključno s tisto na neprvenstveni dirki leta 1972, četrto zmago na Veliki nagradi Brazilije. Argentinec se ni držal ukazov iz boksov ter ni spustil predse moštvenega kolega in svetovnega prvaka Alana Jonesa, ki je dirko končal na drugem mestu. Na dirki leta 1982 je zmagal Piquet pred Kekejem Rosbergom, nazadnje pa sta bila oba diskvalificirana ter je bil za zmagovalca razglašen Alain Prost, ki je nato zmagal na dirkah v letih 1984, 1985, 1987 in 1988, s čimer je dobil naziv »kralja Ria«. Piquet je zmagal na dirkah v letih 1983 in 1986, medtem ko je na dirki leta 1989, zadnji v Riu de Janeiru, slavil Nigel Mansell iz moštva Ferrari.
Jacarepaguá je bila zahtevna proga. Potekala je po ravnem zemljišču, ovinki so bili večinoma dolgi in hitri, nekateri celo nagnjeni, asfalt pa hrapav. Dirka je bila še naprej prirejana v začetku sezone, vendar je bila prestavljena na nov termin ter se je odvijala marca ali aprila, potem ko je med letoma 1973 in 1980 potekala januarja ali februarja, ko je bil na južni polobli višek poletja. Kljub temu je bilo tudi v novem terminu vreme zaradi tropskega podnebja v Riu de Janeiru vselej soparno ter so bili dirkači v teh razmerah izčrpani od napora. Italijan Riccardo Patrese je na dirki leta 1982 odstopil prav zaradi telesne izčrpanosti. Na zadnji dirki leta 1989 se je Američan Eddie Cheever zaradi telesne izčrpanosti dvakrat zrušil, ko je hotel izstopiti iz svojega dirkalnika po trčenju z Berndom Schneiderjem.

### Vrnitev v São Paulo
Proti koncu osemdesetih let 20. stoletja je bil nov brazilski zvezdnik v Formuli 1 Ayrton Senna iz São Paula, ki je v sezoni 1988 osvojil svoj prvi naslov svetovnega prvaka. Zaradi tega je tamkajšnja mestna uprava vložila 15 milijonov ameriških dolarjev v prenovo dirkališča v Interlagosu, ki je vključevala gradnjo nove, krajše proge in polaganje bolj gladkega asfalta. To je imelo za posledico vrnitev dirke za Veliko nagrado Brazilije v São Paulo v sezoni 1990, nakar je redno potekala na dirkališču v Interlagosu vse do sezone 2019. Predtem je bilo dirkališče leta 1985 uradno preimenovano v Autódromo José Carlos Pace, po domačem dirkaču, ki je na njem leta 1975 dosegel svojo edino zmago v Formuli 1, dve leti potem pa umrl v letalski nesreči. Nova proga je bila v začetku dolga 4,325 kilometra, kar se je pozneje neznatno spremenilo zaradi preureditve nekaterih ovinkov.
Na prvi dirki na prenovljenem dirkališču v Interlagosu je slavil Alain Prost, ki je s tem dosegel svojo šesto zmago na Veliki nagradi Brazilije in 40. v Formuli 1. Francoz v tem času sicer ni bil priljubljen v Braziliji, saj je v predhodni sezoni 1989 osvojil naslov svetovnega prvaka po trčenju s Senno in Brazilčevi diskvalifikaciji na Veliki nagradi Japonske. Prost je še danes edini dirkač, ki je šestkrat zmagal na Veliki nagradi Brazilije.
Senna je na dirki leta 1990 dosegel tretje mesto z McLarnom, nato pa v naslednjem letu 1991 zmagal. Svojo prvo zmago na domači dirki je dosegel kljub problemom z menjalnikom in napadom Riccarda Patreseja iz moštva Williams, ki je ciljno črto prečkal z zaostankom manj kot treh sekund. Izčrpanemu Senni so morali pomagati pri izstopu iz dirkalnika. Leta 1992 je svojo drugo zmago v Braziliji dosegel Nigel Mansell, takrat pri Williamsu, ki je s tem po Reutemannu in Prostu postal tretji dirkač, ki je zmagal tako v São Paulu kot v Riu de Janeiru. Leta 1993 je svojo drugo zmago na domači dirki dosegel Senna, ki je bil takrat v svoji zadnji sezoni pri McLarnu.
Velika nagrada Brazilije 1994 je bila prva dirka v sezoni. Senna je v svojem prvem nastopu pri Williamsu štartal z najboljšega položaja in se potegoval za zmago z Michaelom Schumacherjem iz moštva Benetton. Do 55. od 71 krogov sta oba imela prednost enega kroga pred tekmeci, preden se je Senna zavrtel in odstopil, kar je Schumacherju omogočilo lahko zmago. Senna se je smrtno ponesrečil pet tednov pozneje na Veliki nagradi San Marina, Schumacher pa je na koncu sezone osvojil svoj prvi naslov svetovnega prvaka. Nemec je zmagal tudi v naslednjem letu 1995 z Benettonom ter v letih 2000 in 2002 s Ferrarijem, s čimer je postal prvi dirkač s štirimi zmagami na prvenstvenih dirkah za Veliko nagrado Brazilije.
V letih 1996 in 1997 sta slavila Williamsova dirkača, ki sta v teh sezonah osvojila naslova svetovnega prvaka, Damon Hill oziroma Jacques Villeneuve. V sezonah 1998 in 1999 je dve zaporedni zmagi dosegel Mika Häkkinen iz moštva McLaren-Mercedes. Domači dirkač Rubens Barrichello je na dirki leta 1999 nekaj časa vodil, edinikrat pri moštvu Stewart, preden je odstopil zaradi eksplodiranega motorja. Pozneje mu kljub dolgi karieri v Formuli 1 in šestim sezonam pri Ferrariju nikoli ni uspelo doseči zmage na domači dirki.
Znamenita je bila dirka leta 2001, ko je Williamsov novinec Juan Pablo Montoya po umiku varnostnega avtomobila v tretjem krogu drzno prehitel svetovnega prvaka Michaela Schumacherja in po polovici prevožene razdalje vodil s prednostjo približno 30 sekund, preden je odstopil, ko je v njegov dirkalnik zaradi prepoznega zaviranja trčil Arrowsov dirkač Jos Verstappen, kratko potem, ko ga je Montoya prehitel za krog. Zmago je takrat dosegel David Coulthard iz moštva McLaren-Mercedes. Dirka je bila tudi prva v zgodovini Formule 1, kjer sta dva brata štartala iz prve vrste, saj je Michael Schumacher v kvalifikacijah dosegel prvo mesto pred bratom Ralfom.
Ena najbolj napetih je bila dirka leta 2003, ki jo je zelo nepričakovano dobil Italijan Giancarlo Fisichella z Jordanom v močnem dežju. Pri večini moštev niso pričakovali dežja ter je prišlo do številnih odstopov zaradi napačne izbire pnevmatik. Sicer nekonkurenčno moštvo Minardi je edinkrat v zgodovini Formule 1 imelo priložnost za zmago, saj je bilo edino, ki je imelo pripravljene gume za mokro progo. Kljub temu sta oba njegova dirkača odstopila, ko sta se zavrtela. Zavrten je bil tudi svetovni prvak Michael Schumacher, kar je bil njegov prvi odstop po Veliki nagradi Nemčije 2001. V vodstvu se je izmenjalo več voznikov, tudi McLarnova Kimi Räikkönen in David Coulthard. V času trčenja Marka Webbra v ogrado in Fernanda Alonsa z na stezi ležečim kolesom, ki je odpadlo z Webbrovega dirkalnika, je vodil Räikkönen pred Fisichello. Ker je bilo prevoženih več kot 75 odstotkov načrtovane razdalje, kar je pomenilo možnost podelitve polnih točk, so sodniki odločili, da nima smisla nadaljevati dirko na mokri stezi, ki jo je bilo treba najprej očistiti od velikega števila razbitih delcev, ter je bila dirka dokončno prekinjena. Räikkönen je bil razglašen za zmagovalca, Fisichella pa uvrščen na drugo mesto. Alonso je bil uvrščen na tretje mesto, vendar ni bil navzočen na stopničkah, saj so ga odpeljali v bolnišnico zaradi več udarnin na nogah in rokah. Pozneje je bilo ugotovljeno, da ob prekinitvi dirke šteje vrstni red ob koncu enega kroga pred prekinitvijo, tako da je bil Fisichella teden dni po dirki naknadno razglašen za zmagovalca. Pred naslednjo dirko za Veliko nagrado San Marina mu je Räikkönen predal pokal. Za Italijana je bila ta zmaga sploh prva v Formuli 1, za moštvo Jordan pa četrta in zadnja, preden je po koncu sezone 2005 prenehalo obstajati. Jordan je v tem času dirkal s Fordovimi motorji, kar je pomenilo prvo zmago tega proizvajalca po Veliki nagradi Evrope 1999 s Stewartom in še danes njegovo zadnjo zmago v Formuli 1.

### Prestavitev na konec sezone
Dirka leta 2004 je bila prva v zgodovini Velike nagrade Brazilije, ki je bila prirejena proti koncu sezone. Na sporedu je bila kot zadnja dirka v tem letu, a sta si Michael Schumacher in Ferrari že prej zagotovila naslova dirkaškega in konstruktorskega prvaka. Zmagal je Juan Pablo Montoya, ki je takrat zadnjič nastopil pri Williamsu. Kolumbijec je slavil tudi na naslednji dirki leta 2005, ko je nastopal pri moštvu McLaren-Mercedes. Na tej dirki si je Fernando Alonso iz moštva Renault zagotovil naslov dirkaškega prvaka, ko sta bili do konca sezone še dve dirki. S tem je kot 24-leten postal najmlajši svetovni prvak v zgodovini Formule 1. Nato je bila Velika nagrada Brazilije v sezonah 2006, 2007 in 2008 zadnja na sporedu ter je prinesla napete boje za naslov prvaka.
Na dirki leta 2006 je Michael Schumacher zadnjič nastopil pri moštvu Ferrari. Z odlično vožnjo se je po štartu z 10. položaja in številnih problemih z dirkalnikom prebil do četrtega mesta, vendar je naslov dirkaškega prvaka ubranil Alonso, ki je pred dirko potreboval le eno točko, končal pa jo je na drugem mestu. Domači dirkač Felipe Massa je z drugim dirkalnikom moštva Ferrari štartal z najboljšega položaja in dosegel drugo zmago v svoji karieri, ki je bila hkrati prva zmaga nekega brazilskega dirkača na domači dirki po Sennini zmagi leta 1993.
Na dirki leta 2007 so se za naslov dirkaškega prvaka potegovali trije dirkači – Kimi Räikkönen iz moštva Ferrari ter novinec Lewis Hamilton in branilec naslova Fernando Alonso, oba iz moštva McLaren-Mercedes. Räikkönen je zmagal ter po tretjem mestu Alonsa in sedmem mestu Hamiltona osvojil svoj edini naslov dirkaškega prvaka s prednostjo ene točke pred obema dirkačema moštva McLaren-Mercedes.
Na dirki leta 2008 sta se za naslov dirkaškega prvaka potegovala Hamilton in Massa. Slednji je drugič zmagal na svoji domači dirki, a je Hamilton v zadnjem krogu prehitel Toyotinega dirkača Tima Glocka in dosegel peto mesto, ki mu je prineslo prvi naslov dirkaškega prvaka s prednostjo ene točke pred Masso. Hamilton je kot 23-leten tudi izboljšal rekord Alonsa iz leta 2005 in postal novi najmlajši svetovni prvak v zgodovini Formule 1, vendar je ta rekord obdržal le do konca sezone 2010, ko ga je izboljšal Sebastian Vettel.
Vettel se je kot dirkač moštva Red Bull že na dirki leta 2009 potegoval za naslov dirkaškega prvaka z obema dirkačema moštva Brawn, Rubensom Barrichellom in Jensonom Buttnom. Kljub temu, da je bila v tem letu predzadnja na sporedu, je dirka odločila naslova tako dirkaškega kot konstruktorskega prvaka. Domači dirkač Barrichello je štartal z najboljšega položaja, a je na koncu dosegel le osmo mesto. Vettel je ob zmagi moštvenega kolega Marka Webbra dosegel četrto mesto pred Buttnom, kar je pomenilo zagotovitev edinega naslova dirkaškega prvaka v Angleževi karieri, saj je imel pred zadnjo dirko sezone za Veliko nagrado Abu Dabija prednost 15 točk pred Nemcem oziroma 17 točk pred Brazilcem, ko je bilo za zmago podeljevanih 10 točk. Hkrati si je moštvo Brawn zagotovilo naslov konstruktorskega prvaka in osvojilo dvojno krono v svoji edini sezoni dirkanja v Formuli 1.
Tudi naslednja dirka leta 2010 je kot predzadnja na sporedu odločila oba naslova prvaka. Na njej sta dvojno zmago dosegla Red Bullova dirkača Vettel in Webber, kar je pomenilo prvi naslov dirkaškega prvaka za Vettla in prvi naslov konstruktorskega prvaka za Red Bull. Dirka leta 2011 je bila zadnja na sporedu, vendar sta si v tem času Vettel in Red Bull že zagotovila nova naslova. Zmagal je Webber pred Vettlom, kar je bila tretja dvojna zmaga avstrijskega moštva v tej sezoni. Velika nagrada Brazilije je bila zadnja na sporedu tudi v letih 2012 in 2013, ko sta zmagala Button z McLarnom oziroma Vettel z Red Bullom. Dirka leta 2012 je bila zadnji nastop Michaela Schumacherja v Formuli 1, potem ko se je v sezoni 2010 vrnil vanjo z Mercedesom.
Med letoma 2014 in 2019 je Velika nagrada Brazilije redno potekala kot predzadnja dirka sezone. Na štirih od šestih dirk v tem obdobju sta po dve zmagi dosegla Mercedesova dirkača Nico Rosberg in Lewis Hamilton, prvi v letih 2014 in 2015, slednji pa v letih 2016 in 2018. Na dirki leta 2017 je Vettel dosegel svojo tretjo zmago na Veliki nagradi Brazilije, takrat kot dirkač Ferrarija. Na dirki leta 2019 je slavil Max Verstappen iz moštva Red Bull, medtem ko je Pierre Gasly iz moštva Toro Rosso dosegel drugo mesto s prednostjo 62 tisočink pred Hamiltonom, ki pa ga je pozneje doletela kazen petih sekund, zaradi česar je bil uvrščen na sedmo mesto.

### Načrtovana preselitev v Rio de Janeiro
Od leta 2019 so se pojavljala poročila, da bo dirka za Veliko nagrado Brazilije premeščena v Rio de Janeiro. Načrtovana je bila gradnja novega dirkališča v soseski Deodoro, saj so dirkališče Jacarepaguá porušili leta 2012 in nadomestili z objekti za Poletne olimpijske igre 2016. V začetku leta 2021 je bil projekt odložen zaradi pritožb okoljevarstvenikov v zvezi z načrtovano gradnjo na lokaciji, kjer je bilo treba poseči del gozda.
V sezoni 2020 je imela Velika nagrada Brazilije še naprej potekati v Interlagosu, a je nazadnje ni bilo, saj so po izbruhu pandemije koronavirusa pri Formuli 1 v tem letu odpovedali vse načrtovane dirke na obeh ameriških celinah.
Novembra 2020 je bilo sporočeno, da bo dirka v Interlagosu potekala najmanj do sezone 2025, vendar je bila takrat preimenovana v Veliko nagrado São Paula. Pod tem imenom se je prvič odvijala 14. novembra 2021.

## Zmagovalci

### Večkratni zmagovalci

#### Dirkači
Roza ozadje označuje dirko, ki ni štela za svetovno prvenstvo Formule 1.
| Zmage | Dirkač             | Sezone                             |
| ----- | ------------------ | ---------------------------------- |
| 6     | Alain Prost        | 1982, 1984, 1985, 1987, 1988, 1990 |
| 4     | Carlos Reutemann   | 1972, 1977, 1978, 1981             |
| 4     | Michael Schumacher | 1994, 1995, 2000, 2002             |
| 3     | Sebastian Vettel   | 2010, 2013, 2017                   |
| 2     | Emerson Fittipaldi | 1973, 1974                         |
| 2     | Nelson Piquet      | 1983, 1986                         |
| 2     | Nigel Mansell      | 1989, 1992                         |
| 2     | Ayrton Senna       | 1991, 1993                         |
| 2     | Mika Häkkinen      | 1998, 1999                         |
| 2     | Juan Pablo Montoya | 2004, 2005                         |
| 2     | Felipe Massa       | 2006, 2008                         |
| 2     | Mark Webber        | 2009, 2011                         |
| 2     | Nico Rosberg       | 2014, 2015                         |
| 2     | Lewis Hamilton     | 2016, 2018                         |

#### Moštva
Roza ozadje označuje dirko, ki ni štela za svetovno prvenstvo Formule 1.
| Zmage | Moštvo   | Sezone                                                                 |
| ----- | -------- | ---------------------------------------------------------------------- |
| 12    | McLaren  | 1974, 1984, 1985, 1987, 1988, 1991, 1993, 1998, 1999, 2001, 2005, 2012 |
| 11    | Ferrari  | 1976, 1977, 1978, 1989, 1990, 2000, 2002, 2006, 2007, 2008, 2017       |
| 6     | Williams | 1981, 1986, 1992, 1996, 1997, 2004                                     |
| 5     | Red Bull | 2009, 2010, 2011, 2013, 2019                                           |
| 4     | Mercedes | 2014, 2015, 2016, 2018                                                 |
| 3     | Brabham  | 1972, 1975, 1983                                                       |
| 2     | Renault  | 1980, 1982                                                             |
| 2     | Benetton | 1994, 1995                                                             |

### Po letih
Roza ozadje označuje dirko, ki ni štela za svetovno prvenstvo Formule 1.
| Leto | Dirkač               | Moštvo                | Dirkališče  | Poročilo |
| ---- | -------------------- | --------------------- | ----------- | -------- |
| 2019 | Max Verstappen       | Red Bull Racing-Honda | Interlagos  | Poročilo |
| 2018 | Lewis Hamilton       | Mercedes              | Interlagos  | Poročilo |
| 2017 | Sebastian Vettel     | Ferrari               | Interlagos  | Poročilo |
| 2016 | Lewis Hamilton       | Mercedes              | Interlagos  | Poročilo |
| 2015 | Nico Rosberg         | Mercedes              | Interlagos  | Poročilo |
| 2014 | Nico Rosberg         | Mercedes              | Interlagos  | Poročilo |
| 2013 | Sebastian Vettel     | Red Bull-Renault      | Interlagos  | Poročilo |
| 2012 | Jenson Button        | McLaren-Mercedes      | Interlagos  | Poročilo |
| 2011 | Mark Webber          | Red Bull-Renault      | Interlagos  | Poročilo |
| 2010 | Sebastian Vettel     | Red Bull-Renault      | Interlagos  | Poročilo |
| 2009 | Mark Webber          | Red Bull-Renault      | Interlagos  | Poročilo |
| 2008 | Felipe Massa         | Ferrari               | Interlagos  | Poročilo |
| 2007 | Kimi Räikkönen       | Ferrari               | Interlagos  | Poročilo |
| 2006 | Felipe Massa         | Ferrari               | Interlagos  | Poročilo |
| 2005 | Juan Pablo Montoya   | McLaren-Mercedes      | Interlagos  | Poročilo |
| 2004 | Juan Pablo Montoya   | Williams-BMW          | Interlagos  | Poročilo |
| 2003 | Giancarlo Fisichella | Jordan-Ford           | Interlagos  | Poročilo |
| 2002 | Michael Schumacher   | Ferrari               | Interlagos  | Poročilo |
| 2001 | David Coulthard      | McLaren-Mercedes      | Interlagos  | Poročilo |
| 2000 | Michael Schumacher   | Ferrari               | Interlagos  | Poročilo |
| 1999 | Mika Häkkinen        | McLaren-Mercedes      | Interlagos  | Poročilo |
| 1998 | Mika Häkkinen        | McLaren-Mercedes      | Interlagos  | Poročilo |
| 1997 | Jacques Villeneuve   | Williams-Renault      | Interlagos  | Poročilo |
| 1996 | Damon Hill           | Williams-Renault      | Interlagos  | Poročilo |
| 1995 | Michael Schumacher   | Benetton-Renault      | Interlagos  | Poročilo |
| 1994 | Michael Schumacher   | Benetton-Ford         | Interlagos  | Poročilo |
| 1993 | Ayrton Senna         | McLaren-Ford          | Interlagos  | Poročilo |
| 1992 | Nigel Mansell        | Williams-Renault      | Interlagos  | Poročilo |
| 1991 | Ayrton Senna         | McLaren-Honda         | Interlagos  | Poročilo |
| 1990 | Alain Prost          | Ferrari               | Interlagos  | Poročilo |
| 1989 | Nigel Mansell        | Ferrari               | Jacarepaguá | Poročilo |
| 1988 | Alain Prost          | McLaren-Honda         | Jacarepaguá | Poročilo |
| 1987 | Alain Prost          | McLaren-TAG           | Jacarepaguá | Poročilo |
| 1986 | Nelson Piquet        | Williams-Honda        | Jacarepaguá | Poročilo |
| 1985 | Alain Prost          | McLaren-TAG           | Jacarepaguá | Poročilo |
| 1984 | Alain Prost          | McLaren-TAG           | Jacarepaguá | Poročilo |
| 1983 | Nelson Piquet        | Brabham-BMW           | Jacarepaguá | Poročilo |
| 1982 | Alain Prost          | Renault               | Jacarepaguá | Poročilo |
| 1981 | Carlos Reutemann     | Williams-Ford         | Jacarepaguá | Poročilo |
| 1980 | René Arnoux          | Renault               | Interlagos  | Poročilo |
| 1979 | Jacques Laffite      | Ligier-Ford           | Interlagos  | Poročilo |
| 1978 | Carlos Reutemann     | Ferrari               | Jacarepaguá | Poročilo |
| 1977 | Carlos Reutemann     | Ferrari               | Interlagos  | Poročilo |
| 1976 | Niki Lauda           | Ferrari               | Interlagos  | Poročilo |
| 1975 | Carlos Pace          | Brabham-Ford          | Interlagos  | Poročilo |
| 1974 | Emerson Fittipaldi   | McLaren-Ford          | Interlagos  | Poročilo |
| 1973 | Emerson Fittipaldi   | Lotus-Ford            | Interlagos  | Poročilo |
| 1972 | Carlos Reutemann     | Brabham-Ford          | Interlagos  | Poročilo |